# 堀野浩史
堀野 浩史（ほりの ひろし）は、日本の声楽家（バス）、合唱指揮者、演奏会プロデューサー。

## 経歴
福島大学教育学部、東京芸術大学音楽学部声楽科卒業。松田芳子、高橋修一、伊藤亘行、大熊文子、K.リヒター、U.クッターに師事。
国際ロータリー財団奨学生として、1982年（昭和57年） - 1986年（昭和61年）にドイツに留学し、N.スターノ、C.D.ブロイン、F.B.ベッカーのもとで、発声法、ドイツ語発音、ドイツ歌曲解釈を学ぶ。
帰国後、2019年（令和元年）現在に至るまで、ドイツ歌曲演奏会に出演する傍ら、日本歌曲にも意欲的に取り組んでいる。2008年（平成20年）5月にはウィーン、ザルツブルクでコンサートを開催。
オペラに多数出演しており、昭和音楽大学オペラ情報センターだけで27回の出演歴が記録されている。
畑中良輔によってスーパーバスと称された深々とした低音、抒情性豊かな歌唱と言葉の鮮明さには定評がある。

## 合唱指揮者として
女声コーラス はなみずき、コーロ・フォルテシモ、女性合唱団「花」の指揮者を務めている。

## 演奏会プロデューサーとして
堀野音楽工房主宰として、演奏会の企画・制作も行っている。

## 楽界活動
- 東京室内歌劇場運営委員[1]
- 二期会会員[10]。

## 受賞歴
- 第2回 奏楽堂日本歌曲コンクール 第1位 山田耕筰賞受賞[1]

## 主なディスコグラフィー
- J.ブラームス ジプシーの歌/愛の歌 指揮：畑中良輔、ソプラノ：大島洋子・平松英子、アルト：菅有実子・永富啓子、テノール：藤川泰彰・星洋二、バス：志村文彦・堀野浩史、ピアノ：久邇之宜・谷池重紬子（2002年12月18日）ビクターエンタテインメント VICC-60315
- 石桁真礼生歌曲集[1]
- ふるさとの：日本の抒情 バス：堀野浩史、ピアノ：小島好弘 堀野音楽工房[11]
- この道：日本の抒情[3]
- いつかある日[3]